# نوریهیرو یاماگیشی
نوریهیرو یاماگیشی (انگلیسی: Norihiro Yamagishi؛ زادهٔ ۱۷ مهٔ ۱۹۷۸) بازیکن فوتبال اهل ژاپن است.
از باشگاه‌هایی که در آن بازی کرده‌است می‌توان به باشگاه فوتبال اوراوا رد دیاموندز اشاره کرد.